# Filippo Sauli
Filippo Sauli (falecido em 1528) foi um prelado católico romano que serviu como bispo de Brugnato (1512–1528).

## Biografia
No dia 14 de junho de 1512, Filippo Sauli foi nomeado Bispo de Brugnato durante o papado de Júlio II. Serviu como Bispo de Brugnato até à sua morte em 1528.